# Shaun of the Dead
Shaun of the Dead is een Britse-Franse horrorkomedie uit 2004. Shaun of the Dead is geregisseerd door het komische duo Edgar Wright en Simon Pegg, en is gebaseerd op klassieke zombiefilms zoals Night of the Living Dead en Dawn of the Dead.
De film was een groot succes in zowel Groot-Brittannië als de Verenigde Staten en won verschillende prijzen, waaronder een Saturn Award (2005) voor beste horrorfilm en een Empire Award (2005) voor beste Britse film.
Shaun of the Dead werd later onderdeel van de Blood and Ice Cream-trilogie, nadat tijdens de promotie van het "vervolg" Hot Fuzz (2007) de terugkerende Cornetto ter sprake was gekomen.

## Verhaal
Shaun heeft een saai, eentonig en lamlendig leven. Hij werkt in een elektronicazaak en spendeert het overgrote deel van zijn vrije tijd met zijn beste vriend en huisgenoot Ed, in hun stamkroeg "The Winchester", of achter de spelcomputer. Bij hem thuis is het een bende, hij verwaarloost zijn vriendinnetje Liz, en gaat - tot groot ongenoegen van zijn stiefvader - zelden bij zijn moeder op visite. 
Hier komt echter abrupt verandering in. Op de dag dat zijn stiefvader hem weer eens heeft opgezocht om hem te berispen, en zijn vriendin Liz het met hem uitmaakt omdat Shaun niet in hun relatie investeert, breekt er een epidemie uit in het hele land. Het virus, dat kan worden overgedragen door het bloed, verandert mensen in bloeddorstige zombies nadat ze zijn gestorven.
Shaun en zijn vriend Ed bedenken een plan waarmee ze zichzelf, Liz en de moeder van Shaun kunnen redden. Zo kan Shaun zich meteen bewijzen, vooral tegenover zijn ex-vriendin. 
De twee stappen in de auto en scheuren hun missie tegemoet. Het gaat echter allemaal niet geheel volgens plan. Niet alleen Liz, maar ook haar twee kibbelende huisgenoten gaan mee, en de moeder van Shaun wil zijn stiefvader niet achterlaten, ook al is hij overduidelijk gebeten en zal hij spoedig in een zombie veranderen.   
Wanneer Shauns gezombificeerde vader eenmaal is achtergelaten, vervolgt het zestal hun route naar de meest veilige plaats die Ed en Shaun kunnen bedenken: hun stamkroeg. Daar aangekomen blijkt het een slecht idee: de kroeg blijkt een makkelijk doelwit en binnen de kortste keren weten de zombies aan alle kanten de kroeg binnen te dringen. De huisgenoten van Liz worden verslonden, de moeder van Shaun verandert zelf in een zombie, en Ed, Shaun en Liz weten zich ternauwernood te verstoppen in de kelder, tussen de fusten. Met nog twee kogels in de Winchester die ze in de kroeg hebben gevonden, spelen ze even met de gedachte aan zelfmoord, tot Shaun een leverancierslift ontdekt, die naar buiten leidt. Shaun en Liz - allebei nog ongedeerd - geven het wapen aan de inmiddels zwaargewonde Ed, en ontsnappen zelf met de lift uit de kelder. 
Zodra ze op straat aankomen, rijdt het leger de straat in en schiet alle zombies af. Shaun en Liz zijn gered. 
Zes maanden later is de wereld tot rust gekomen. Iedereen is weer overgegaan tot de orde van de dag. Alle zombies zijn opgeruimd, op een paar na die - vastgeketend - voor eenvoudige werkzaamheden zijn ingezet. Liz en Shaun zijn gelukkig samen in het oude huis van Shaun, dat er nu gezellig en opgeruimd uitziet. Maar soms in een verloren momentje duikt Shaun het tuinhuisje in. Daar zit zombie Ed, vastgeketend aan een spelcomputer, klaar om met Shaun een schietspelletje te spelen.

## Rolverdeling
| Acteur             | Personage                 |
| ------------------ | ------------------------- |
| Simon Pegg         | Shaun                     |
| Kate Ashfield      | Liz                       |
| Nick Frost         | Ed                        |
| Lucy Davis         | Dianne                    |
| Peter Serafinowicz | Pete                      |
| Bill Nighy         | Philip, Shauns stiefvader |
| Penelope Wilton    | Barbara, Shauns moeder    |